# Testudinella dendradena
Testudinella dendradena är en hjuldjursart som beskrevs av de Beauchamp 1955. Testudinella dendradena ingår i släktet Testudinella och familjen Testudinellidae. Inga underarter finns listade i Catalogue of Life.